# HD 70514
HD 70514，又名CP-65 907，SAO 250186、HR 3280，是一颗恒星，视星等为5.07，位于銀經279.39，銀緯-16.22，其B1900.0坐标为赤經8h 17m 12.5s，赤緯-65° -16.22′ 56″。